# Tjörnin
Tjörnin je malo plitko jezero u središtu islandskog glavnog grada Reykjavika. Iako nije najveće jezero u zemlji, Tjörnin je zasigurno najpoznatije jezero na Islandu.
Većina posjetitelja u Reykjavíku prolazi duž ubalu jezera koje se nalazi u centru grada pokraj gradske vijećnice i nekoliko muzeja. U neposrednoj blizini je i Islandsko Sveučilište.
Jezero Tjörnin je dugo vremena omiljeno mjesto gdje roditelji sa svojom malom djecom dolaze hraniti labudove, patke, guske i ostale ptice koje tamo imaju vlastito stanište. Tokom zime jezero se smrzava te se zbog toga u njega pumpa topla geotermalna voda kako bi se jezero odmrznulo zbog ptica koje tamo obitavaju.

## Vanjske poveznice
- Inspired by Iceland.com  Arhivirana inačica izvorne stranice od 5. lipnja 2010. (Wayback Machine)
- Flippi.net